# Adolf Brand

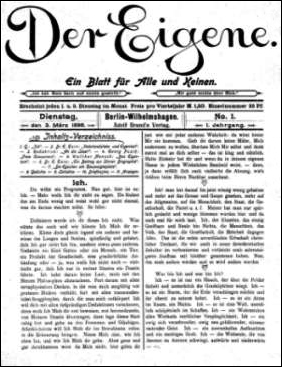
Primeira edição do "Der Eigene", um dos primeiros periódicos homossexuais, publicado por Adolf Brand em (1896)

Adolf Brand (Berlim, 14 de novembro de 1874 – Berlim, 2 de fevereiro de 1945) foi um escritor alemão, anarquista egoísta e activista pioneiro da aceitação da homossexualidade e bissexualidade masculina.

## Biografia
Nascido em Berlim em 14 de Novembro de 1874, Brand foi durante algum tempo professor, antes de se fundar uma editora que publicou o jornal homossexual alemão Der Eigene em 1896, a primeira publicação regular homossexual no mundo, que se manteve até 1931. O nome do jornal foi inspirado nos escritos do filósofo do ego, Max Stirner, que havia influenciado fortemente o jovem Brand, e refere-se ao conceito de Stirner de "soberania individual". Der Eigene baseava-se em materiais culturais e acadêmicos, e deve ter tido cerca de 1500 subscritores por edição ao longo da sua existência, embora os números exatos não sejam conhecidos. Entre os contribuidores para o jornal contam-se Erich Mühsam, Kurt Hiller, John Henry Mackay (com o pseudónimo Sagitta) e os artistas Wilhelm von Gloeden, Fidus e Sascha Schneider. Brand contribuiu com vários poemas e artigos.
Em 1899/1900 Brand publicou uma antologia influente de literatura homoerótica, Lieblingminne und Freundesliebe in der Weltliteratur, editada por Elisar von Kupffer, que foi reimpressa em 1995.
Em 1899 Brand foi condenado a um ano de prisão por ter atacado um membro do parlamento com um chicote de cão.
Brand envolveu-se com o Wissenschaftlich-humanitäres Komitee ("Comité Científico-Humanitário") de Magnus Hirschfeld, a primeira organização pública de direitos dos homossexuais), até que se deu uma cisão em 1903; nesse ano Brand liderou a organização da Gemeinschaft der Eigenen (GdE) com os cientistas Benedict Friedlaender e Wilhelm Jansen. Para este grupo o amor homem-homem era visto como um simples aspecto da panóplia de opções viris disponíveis para todos os homens; rejeitavam as teorias médicas, como as de Hirschfeld, que defendiam que um gay era um certo tipo de pessoa, o sexo intermédio. O GdE era uma espécia de movimento de escuteiros que ecoava as doutrinas guerreiras de Esparta, os ideais de pederastia da Grécia Antiga e as ideias sobre o eros pedagógico de Gustav Wyneken. O GdE envolveu-se fortemente em campismo e montanhismo, praticando ocasionalmente nudismo, este último como parte da Nacktkultur ("cultura da natureza") que varria a Alemanha, e que nos anos 1920s acabaria por se desenvolver na Freikörperkultur ("cultura da liberdade do corpo") de Adolf Koch.
O GdE era um grupo semelhante a vários outros dessa época na Alemanha, tais como o Wandervogel.  Wilhelm Jansen, o co-fundador do Gemeinschaft der Eigenen, era também um dos principais patrocinadores financeiros do Wandervogel, que também liderava.
Os escritos e teorias do anarquista romântico John Henry Mackay (1864-1933) tiveram significativa influência no GdE a partir de 1906. Mackay tinha vivido em Berlim durante uma década e tinha feito amizade com Friedlaender, que não partilhava as inclinações anarquistas de Brand e Mackay, adoptando, em vez disso, as teorias sobre direitos naturais e a reforma agrária, então em discussão na Alemanha.
Brand foi preso várias vezes por suas ações. Mesmo no tribunal, ele se identificou inequivocamente como bissexual.

## Outing e difamação

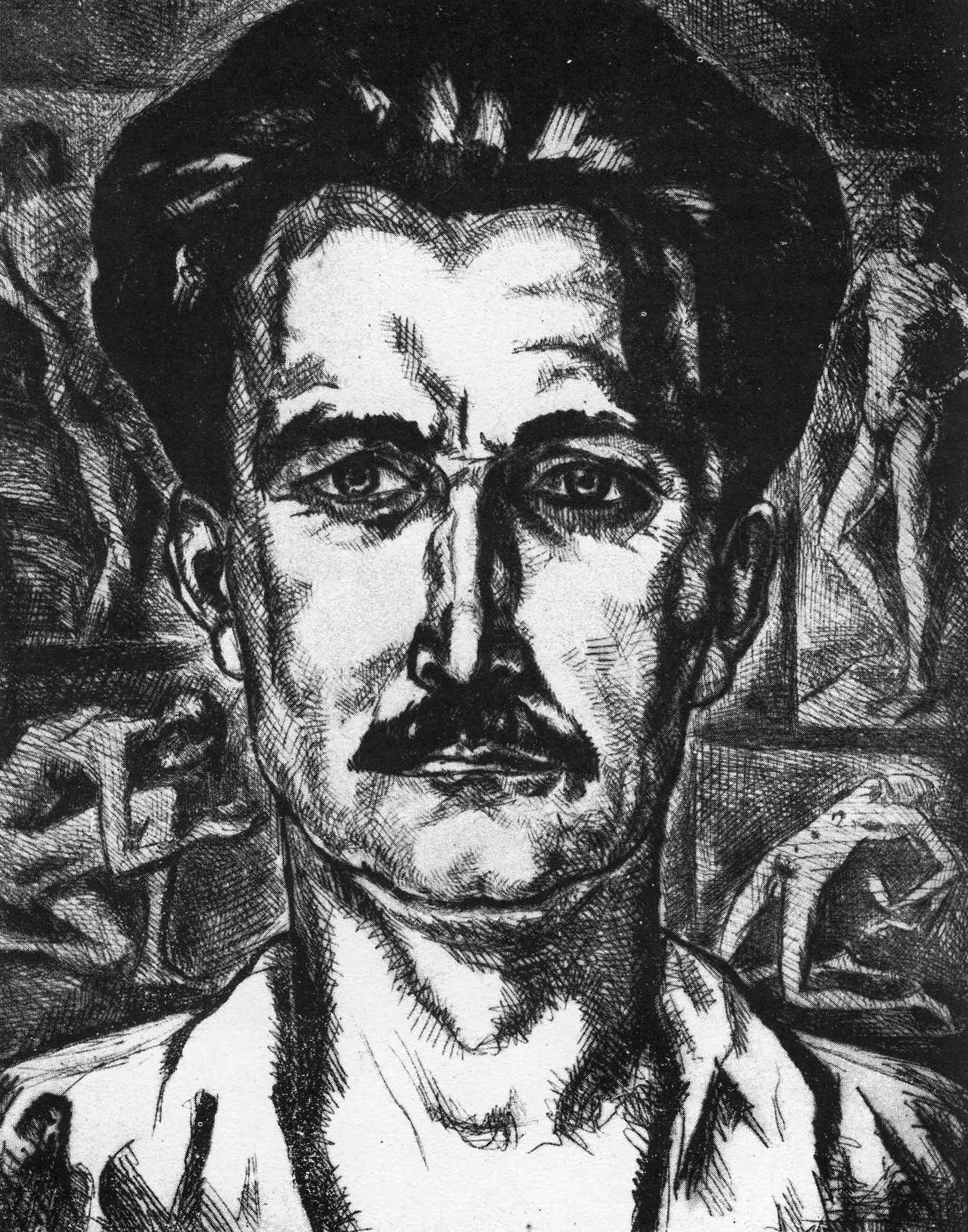
Gravura de Adolf Brand no vol. 7 de Der Eigene (1924)

Brand era proponente do outing ("tirar do armário") de homossexuais famosos, muito tempo antes da expressão ser cunhada; quando em 1907 ele publicou que o Chanceler da Alemanha, o Príncipe Bernhard von Bülow (1849-1929) tinha uma ligação homossexual com o Conselheiro Max Scheefer, foi processado por difamação e condenado a dezoito meses na prisão. Justificando mais tarde a sua decisão de denúncia, Brand declarou: "Quando alguém (...) prefere perseguir os contactos mais íntimos dos outros (...) nesse momento os seus próprios romances deixam de ser assuntos privados."
Brand foi também condenado a dois meses de prisão ao abrigo do Parágrafo 175 do Código Penal Alemão, alegadamente por permitir que "escrita lasciva" fosse publicada no Der Eigene. Durante a Primeira Guerra Mundial, Brand e o GdE congelaram as suas actividades; Brand foi mobilizado para o exército alemão durante dois anos e casou com uma enfermeira, Elise Behrendt. Depois da guerra a aplicação do Parágrafo 175 foi sendo reduzida lentamente.
O GdE e outros grupos ativistas uniram-se para formar um Comitê de Ação com o grupo de Magnus Hirschfeld, para proporem a formulação de uma nova lei que substituísse o Parágrafo 175. Em 1925 novos grupos se juntaram e formou-se o mais abrangente "Cartel para a Reforma da Lei sobre Ofensas Sexuais". As suas propostas de lei, enviadas ao Parlamento, nunca foram votadas e, em 1929, com o crescente poder dos Nazis, perdeu-se a oportunidade de reformar a lei.
Adolf Brand abandonou o ativismo homossexual em inícios da década de 1930, após perseguições sistemáticas pelos nazis, que silenciaram Der Eigene destruíram o emprego da sua mulher e o deixaram na ruína financeira. Depois do incêndio dos livros e da ocupação do Institut für Sexualwissenschaft, Brand finalmente enviou uma carta aos seus seguidores, anunciando formalmente o fim da organização. Ele e a sua mulher foram mortos por uma bomba dos Aliados em 2 de Fevereiro de 1945.